# Martin (Michigan)
Martin é uma vila localizada no estado americano de Michigan, no Condado de Allegan.

## Demografia
Segundo o censo americano de 2000, a sua população era de 435 habitantes.
Em 2006, foi estimada uma população de 417, um decréscimo de 18 (-4.1%).

## Geografia
De acordo com o United States Census Bureau tem uma área de
2,3 km², dos quais 2,3 km² cobertos por terra e 0,0 km² cobertos por água. Martin localiza-se a aproximadamente 253 m acima do nível do mar.

## Localidades na vizinhança
O diagrama seguinte representa as localidades num raio de 20 km ao redor de Martin.